# Józef Markiewicz (lekarz)
Józef Markiewicz (ur. 1 marca 1834 w Szczonowie, Nowogródzkie; zm. 28 stycznia 1923 w Warszawie) – polski lekarz i działacz społeczny związany z Warszawą i Druskienikami. 

## Życiorys
W młodości uczeń Stanisława Moniuszki w Wilnie, po studiach praktykował w Moskwie. Od 1861 przebywał w Grodnie. Był uczestnikiem powstania styczniowego, za co został zesłany w głąb Rosji przez władze rosyjskie. W latach 80. XIX wieku stworzył w Warszawie nielegalne stowarzyszenie dobroczynne "Biały Krzyż", które postawiło sobie za cel leczenie zubożałych warstw społecznych stolicy. Po śmierci dr. Jana Pileckiego z Grodna (przyjaciela Elizy Orzeszkowej) objął obowiązki lekarza uzdrowiskowego w Druskienikach. Wśród jego pacjentów znalazł się m.in. hr. Michał Mikołaj Ogiński z Płungian, u którego Markiewicz wyjednał opiekę nad uzdolnionym synem organisty Mikołajem Konstantym Czurlonisem.
Był ojcem Witolda, późniejszego burmistrza Druskienik w II Rzeczypospolitej.